# Bandera de Tarrés
La bandera oficial de Tarrés (Garrigues) té la següent descripció:
Bandera apaïsada de proporcions dos d'alt per tres de llarg, verda, amb un pal central groc d'amplada 2/9 del total de l'ample del drap, amb dos pals blancs d'amplada 1/18 a cada costat, cadascun separat a 1/18 del pal groc.
El pal groc simbolitza la torre de l'escut, de la qual deriva el nom del municipi. Els dos pals blancs, pels sants patrons, Santa Maria i Sant Isidre, que a l'escut són simbolitzats per una flor de lis i una rella.
Es va publicar en el DOGC el 14 de juny de 1991.